# Marka parasolowa
Marka parasolowa (ang. umbrella brand) – termin używany w marketingu, oznaczanie wszystkich produktów lub usług firmy tą samą marką. Najłatwiejsze do zastosowania, gdy oferowane produkty lub usługi charakteryzują się dużym podobieństwem przeznaczenia. 
Marka parasolowa niesie ze sobą korzyści, takie jak obniżenie kosztów marketingu przedsiębiorstwa, ułatwienie wprowadzania nowych produktów na rynek i zwiększenie ich rozpoznawalności.